# Castilleja hispida
Castilleja hispida là loài thực vật có hoa thuộc họ Cỏ chổi. Loài này được Benth. ex Hook. mô tả khoa học đầu tiên năm 1838.

## Hình ảnh

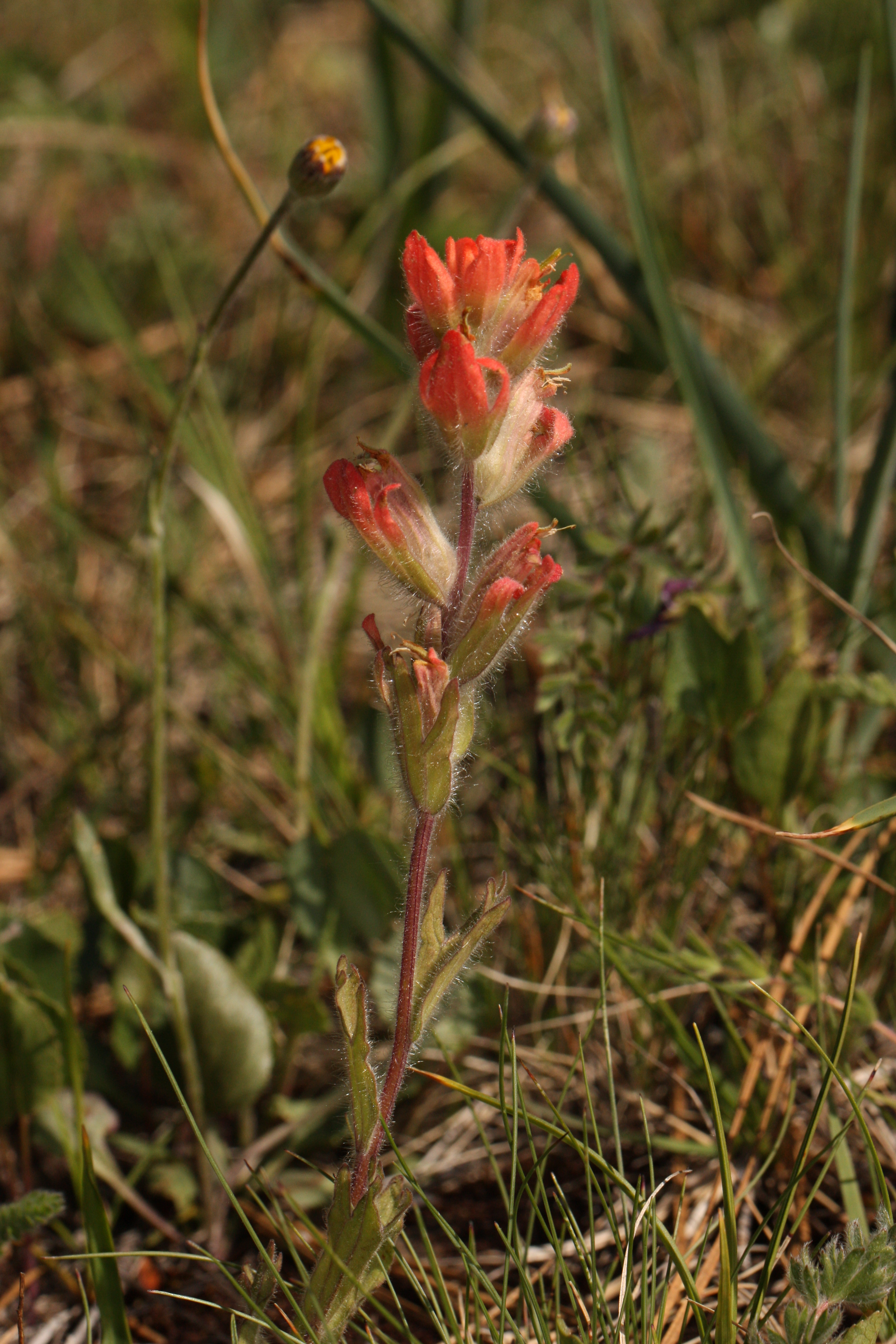
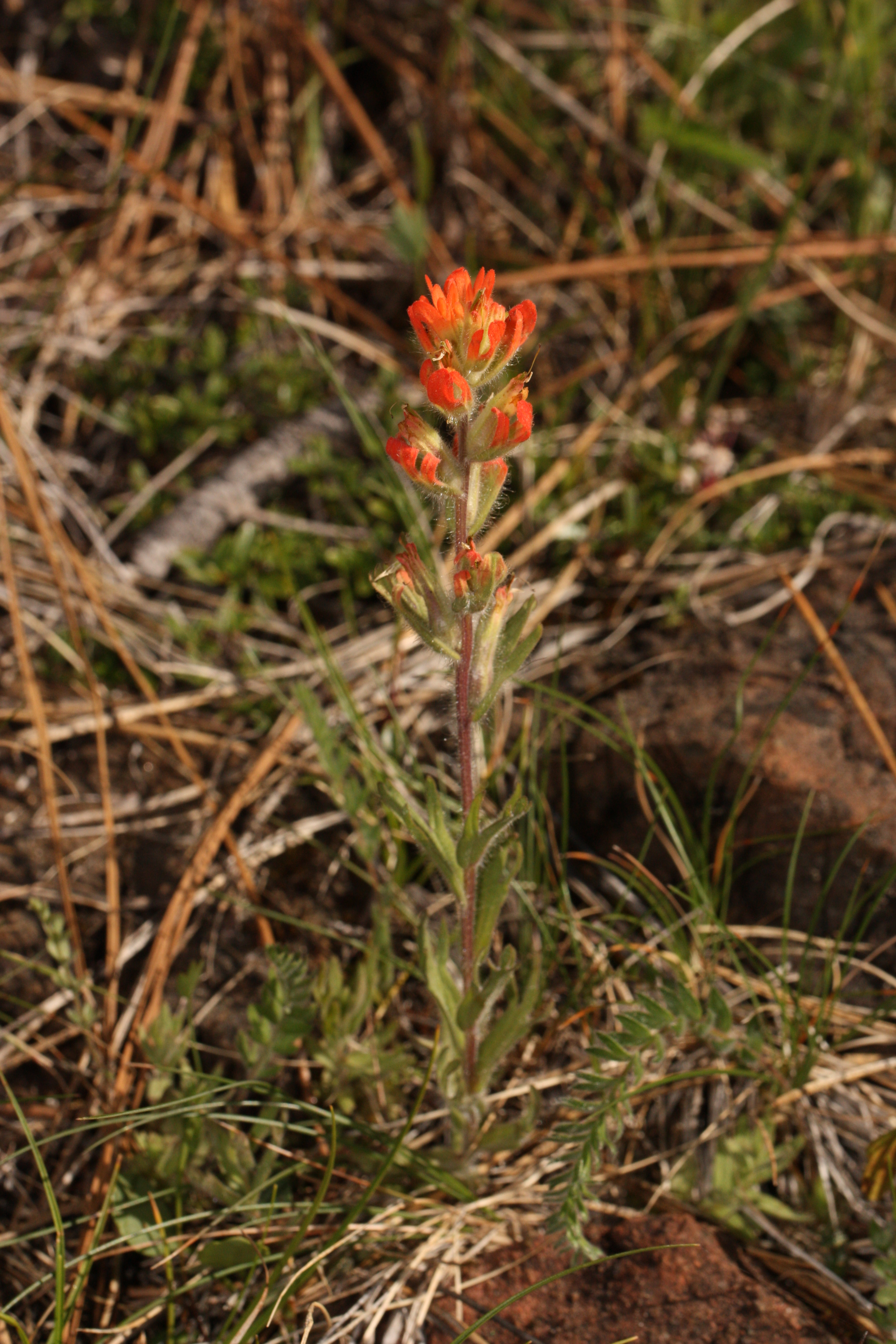
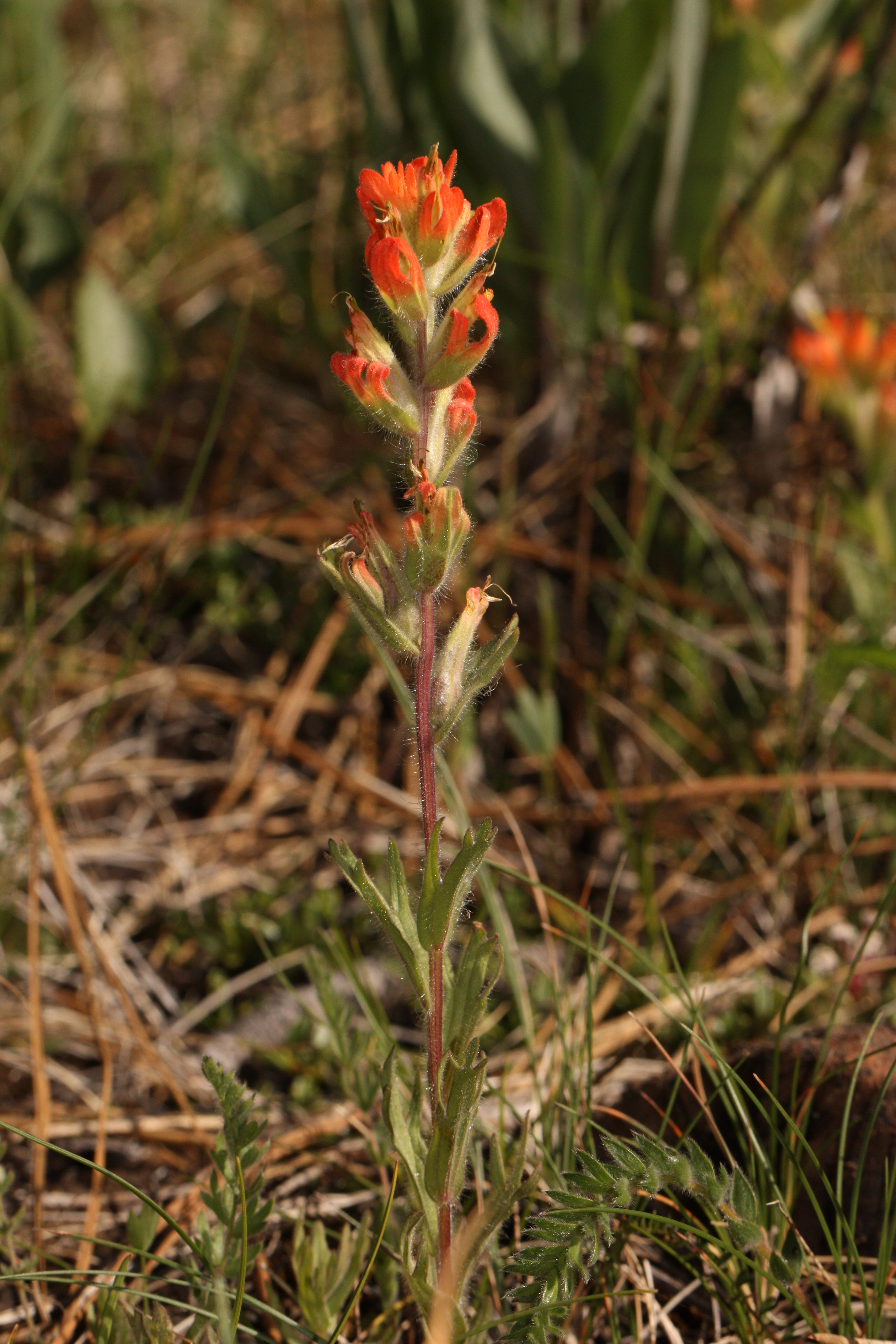
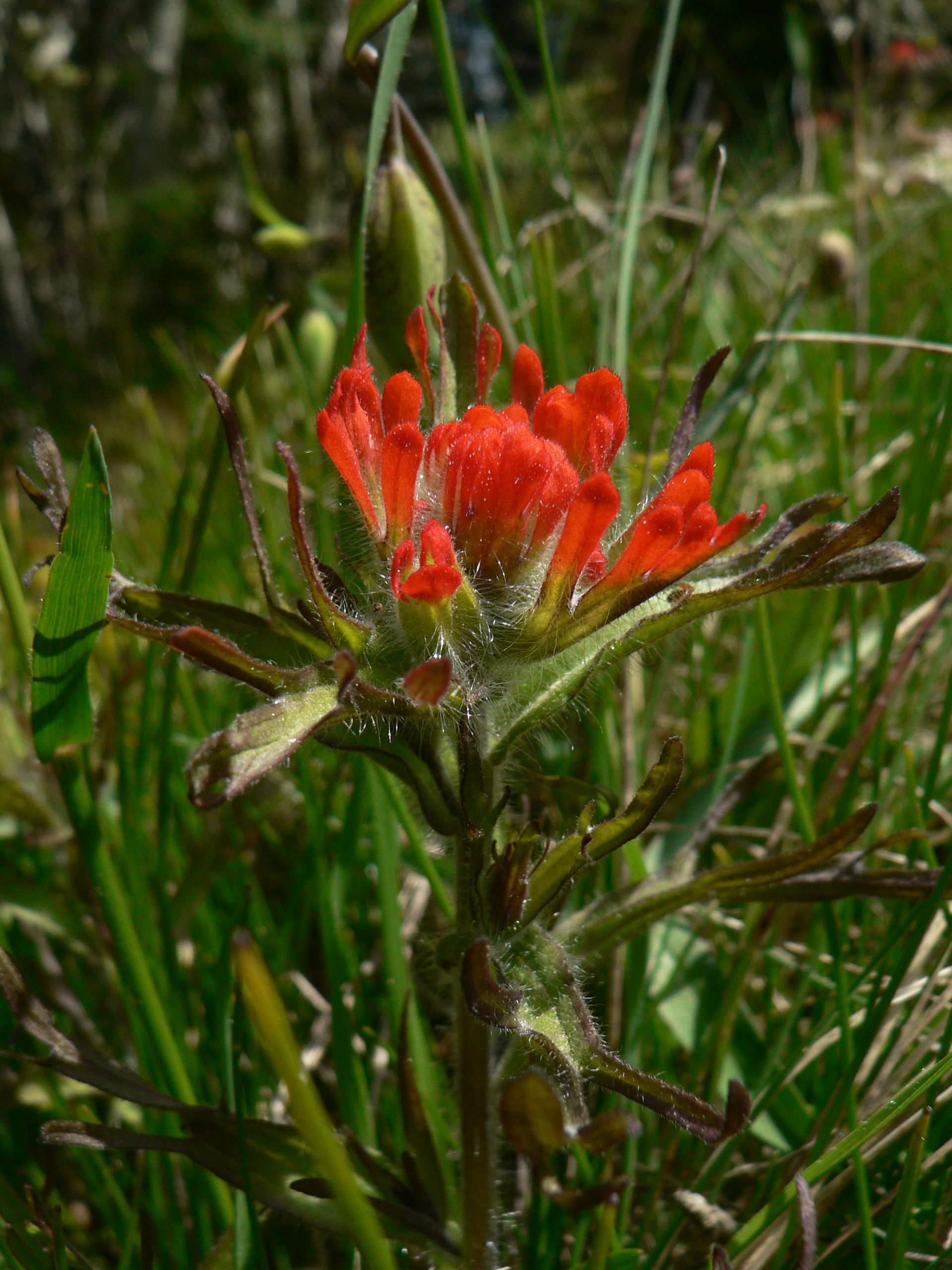